# Calificările pentru Campionatul Mondial de Fotbal 2018 (CAF) – prima rundă
Prima rundă a meciurilor CAF de la Calificările pentru Campionatul Mondial FIFA 2018 se va desfășura între 5 și 13 octombrie 2015.

## Format
Un total de 26 de echipe (echipele clasate pe locurile 28–53 în lista echipelor eligibile) joacă acasă și în deplasare în sistem eliminatoriu. 13 învigătoare se vor califica în a doua rundă.

## Așezarea
Tragerea la sorți pentru prima rundă a avut loc pe 25 iulie 2015, (ora 18:00, ora Moscovei) la Palatul Konstantinovsky din Strelna, Sankt Petersburg, Rusia.
Așezarea a fost bazată pe Clasamentul FIFA pe națiuni din iulie 2015 (clasarea între paranteze). Cele 26 de echipe au fost împărțite în două urne:
- Urna 4 conține echipele de pe locurile 26–40 în lista echipelor eligibile CAF.
- Urna 5 conține echipele de pe locurile 41–53 în lista echipelor eligibile CAF.

| Urna 4 | Urna 5 |
| --- | --- |
| 1. Niger (96) 2. Etiopia (101) 3. Malawi (108) 4. Sierra Leone (111) 5. Namibia (112) 6. Kenya (114) 7. Botswana (120) 8. Madagascar (122) 9. Mauritania (128) 10. Burundi (131) 11. Lesotho (131) 12. Guinea-Bissau (133) 13. Eswatini (138) | 1. Tanzania (139) 2. Gambia (143) 3. Liberia (161) 4. Republica Centrafricană (170) 5. Ciad (173) 6. Mauritius (180) 7. Seychelles (186) 8. Comore (187) 9. São Tomé și Príncipe (189) 10. Sudanul de Sud (195) 11. Eritrea (204) 12. Somalia (205) 13. Djibouti (207) |

## Meciuri
| Echipa #1               | Total   | Echipa #2     | Tur | Retur |
| ----------------------- | ------- | ------------- | --- | ----- |
| Somalia                 | 0–6     | Niger         | 0–2 | 0–4   |
| Sudanul de Sud          | 1–5     | Mauritania    | 1–1 | 0–4   |
| Gambia                  | 2–3     | Namibia       | 1–1 | 1–2   |
| São Tomé și Príncipe    | 1–3     | Etiopia       | 1–0 | 0–3   |
| Ciad                    | 2–2 (a) | Sierra Leone  | 1–0 | 1–2   |
| Comore                  | 1–1 (a) | Lesotho       | 0–0 | 1–1   |
| Djibouti                | 1–8     | Eswatini      | 0–6 | 1–2   |
| Eritrea                 | 1–5     | Botswana      | 0–2 | 1–3   |
| Seychelles              | 0–3     | Burundi       | 0–1 | 0–2   |
| Liberia                 | 4–2     | Guinea-Bissau | 1–1 | 3–1   |
| Republica Centrafricană | 2–5     | Madagascar    | 0–3 | 2–2   |
| Mauritius               | 2–5     | Kenya         | 2–5 | 0–0   |
| Tanzania                | 2–1     | Malawi        | 2–0 | 0–1   |

| Somalia | 0–2                        | Niger                  |
| ------- | -------------------------- | ---------------------- |
|         | Report (FIFA) Report (CAF) | Maâzou 58', 62' (pen.) |

| Niger                          | 4–0                        | Somalia |
| ------------------------------ | -------------------------- | ------- |
| Cissé 13', 68' Maâzou 18', 32' | Report (FIFA) Report (CAF) |         |

 Niger câștigă la general cu 6–0 și avansează în a doua rundă unde va juca cu  Camerun.
| Sudanul de Sud | 1–1                        | Mauritania |
| -------------- | -------------------------- | ---------- |
| Aboi 5'        | Report (FIFA) Report (CAF) | Bagili 3'  |

| Mauritania                                     | 4–0                        | Sudanul de Sud |
| ---------------------------------------------- | -------------------------- | -------------- |
| Ahmed 4' Bagili 62' M. Samba 85' Diakité 90+2' | Report (FIFA) Report (CAF) |                |

 Mauritania câștigă la general cu 5–1 și avansează în a doua rundă unde va juca cu  Tunisia.
| Gambia     | 1–1                        | Namibia       |
| ---------- | -------------------------- | ------------- |
| Jammeh 78' | Report (FIFA) Report (CAF) | Stephanus 65' |

| Namibia                  | 2–1                        | Gambia    |
| ------------------------ | -------------------------- | --------- |
| Stephanus 42' Somaeb 63' | Report (FIFA) Report (CAF) | Dibba 10' |

 Namibia câștigă la general cu 3–2 și avansează în a doua rundă unde va juca cu  Guineea.
| São Tomé și Príncipe | 1–0                        | Etiopia |
| -------------------- | -------------------------- | ------- |
| Leal 87'             | Report (FIFA) Report (CAF) |         |

| Etiopia                            | 3–0                        | São Tomé și Príncipe |
| ---------------------------------- | -------------------------- | -------------------- |
| Fekadu 1' Panom 48' (pen.) Lok 75' | Report (FIFA) Report (CAF) |                      |

 Etiopia câștigă la general cu 3–1 și avansează în a doua rundă unde va juca cu  Congo.
| Ciad           | 1–0                        | Sierra Leone |
| -------------- | -------------------------- | ------------ |
| Djimrangar 47' | Report (FIFA) Report (CAF) |              |

| Sierra Leone         | 2–1                        | Ciad           |
| -------------------- | -------------------------- | -------------- |
| Kamara 70' Sesay 79' | Report (FIFA) Report (CAF) | Djimrangar 45' |

2–2 la general.  Ciad câștigă datorită regulei golului marcat în deplasare și avansează în a doua rundă unde va juca cu  Egipt.
| Comore | 0–0                        | Lesotho |
| ------ | -------------------------- | ------- |
|        | Report (FIFA) Report (CAF) |         |

| Lesotho        | 1–1                        | Comore         |
| -------------- | -------------------------- | -------------- |
| Seturumane 17' | Report (FIFA) Report (CAF) | M'Changama 71' |

1–1 la general.  Comore câștigă datorită regulei golului marcat în deplasare și avansează în a doua rundă unde va juca cu  Ghana.
| Djibouti | 0–6                        | Eswatini                                                                               |
| -------- | -------------------------- | -------------------------------------------------------------------------------------- |
|          | Report (FIFA) Report (CAF) | Mkhontfo 45+1' Ndzinisa 62' Phu. Dlamini 74' Hlatjwako 77' T. Tsabedze 83' Lukhele 85' |

| Eswatini          | 2–1                        | Djibouti |
| ----------------- | -------------------------- | -------- |
| Hlatjwako 6', 43' | Report (FIFA) Report (CAF) | Issa 22' |

 Eswatini câștigă la general cu 8–1 și avansează în a doua rundă unde va juca cu  Nigeria.
| Eritrea | 0–2                        | Botswana                |
| ------- | -------------------------- | ----------------------- |
|         | Report (FIFA) Report (CAF) | Moyana 22' Mogorosi 64' |

| Botswana                    | 3–1                        | Eritrea   |
| --------------------------- | -------------------------- | --------- |
| Ngele 15', 79' Mogorosi 21' | Report (FIFA) Report (CAF) | Goitom 9' |

 Botswana câștigă la general cu 5–1 și avansează în a doua rundă unde va juca cu  Mali.
| Seychelles | 0–1                        | Burundi         |
| ---------- | -------------------------- | --------------- |
|            | Report (FIFA) Report (CAF) | Abdul Razak 15' |

| Burundi                     | 2–0                        | Seychelles |
| --------------------------- | -------------------------- | ---------- |
| Abdul Razak 71' (pen.), 81' | Report (FIFA) Report (CAF) |            |

 Burundi câștigă la general cu 3–0 și avansează în a doua rundă unde va juca cu  RD Congo.
| Liberia          | 1–1                        | Guinea-Bissau |
| ---------------- | -------------------------- | ------------- |
| Jebor 36' (pen.) | Report (FIFA) Report (CAF) | Anido 66'     |

| Guinea-Bissau | 1–3                        | Liberia              |
| ------------- | -------------------------- | -------------------- |
| Cassamá 43'   | Report (FIFA) Report (CAF) | Jebor 8', 12', 90+6' |

 Liberia câștigă la general cu 4–2 și avansează în a doua rundă unde va juca cu  Coasta de Fildeș.
| Republica Centrafricană | 0–3                        | Madagascar                                |
| ----------------------- | -------------------------- | ----------------------------------------- |
|                         | Report (FIFA) Report (CAF) | Rabeson 27' Rakotoharimalala 39' Paul 65' |

| Madagascar                            | 2–2                        | Republica Centrafricană  |
| ------------------------------------- | -------------------------- | ------------------------ |
| Ramanamahefa 15' Andrianantenaina 34' | Report (FIFA) Report (CAF) | Gourrier 7' Dagoulou 44' |

 Madagascar câștigă la general cu 5–2 și avansează în a doua rundă unde va juca cu  Senegal.
| Mauritius                 | 2–5                        | Kenya                                            |
| ------------------------- | -------------------------- | ------------------------------------------------ |
| Sophie 66' (pen.) Bru 78' | Report (FIFA) Report (CAF) | Omolo 18', 82' Masika 23' Shakava 49' Olunga 87' |

| Kenya | 0–0                        | Mauritius |
| ----- | -------------------------- | --------- |
|       | Report (FIFA) Report (CAF) |           |

 Kenya câștigă la general cu 5–2 și avansează în a doua rundă unde va juca cu  Capul Verde.
| Tanzania                  | 2–0                        | Malawi |
| ------------------------- | -------------------------- | ------ |
| Samatta 18' Ulimwengu 22' | Report (FIFA) Report (CAF) |        |

| Malawi    | 1–0                        | Tanzania |
| --------- | -------------------------- | -------- |
| Banda 41' | Report (FIFA) Report (CAF) |          |

 Tanzania câștigă la general cu 2–1 și avansează în a doua rundă unde va juca cu  Algeria.

## Marcatori
Au fost marcate 68 goluri în 26 meciuri.
4 goluri
- William Jebor
- Moussa Maâzou

3 goluri
- Fiston Abdul Razak
- Sandile Hlatjwako

2 goluri
- Joel Mogorosi
- Mogakolodi Ngele
- Léger Djimrangar
- Johanna Omolo
- Boubacar Bagili
- Willy Stephanus
- Mahamane Cissé

1 gol
- Galabgwe Moyana
- Eudes Dagoulou
- Junior Gourrier
- Mohamed M'Changama
- Mohamed Issa Liban
- Henok Goitom
- Dawit Fekadu
- Ramkel Lok
- Gatoch Panom
- Pa Dibba
- Abdou Jammeh
- Malado Reld Anido
- Ibraime Cassamá
- Ayub Masika
- Michael Olunga
- Haron Shakava
- Tsepo Seturumane
- Abel Andrianantenaina
- Johann Paul
- Michael Rabeson
- Njiva Rakotoharimalala
- Falimery Ramanamahefa
- John Banda
- Cheikh Moulaye Ahmed
- Ismaël Diakité
- Moussa Samba
- Jonathan Bru
- Andy Sophie
- Hendrik Somaeb
- Luís Leal
- Alhaji Kamara
- Abdul Sesay
- Dominic Abui Pretino
- Muzi Dlamini
- Mxolisi Lukhele
- Mthunzi Mkhontfo
- Sabelo Ndzinisa
- Tony Tsabedze
- Mbwana Samatta
- Thomas Ulimwengu